# Jayawira Bandara
Jayawira Bandara (el Perumal) fou rei de Sitawaka i virrei de Kotte a començaments de 1594 i fins a la tardor de 1594.
Arittaki Wendu era un braman i faquir indi al servei del rei de Sitawaka, Raja Sinha I, sota el que va ascendir posicions arribant a ser el ministre principal i rebent el títol de Perumal. Al final del regnat de Raja Sinha I fou nomenat mudaliyar, o sigui cap militar, agafant el nom de Mannamperuma Mohotti (Mannamperuna Mudaliyar).
Va assassinar al rei Raja Surya. La reina i el seu fill de cinc anys que eren a Mattamagoda foren portats a palau i la princesa Mahabiso Bandara va fer proclamar rei al nen, Nikapitiya Bandara, que era el seu net, amb l'acord de Manamperuna. Els afers de l'estat van quedar en mans de l'avia, Mahabiso Bandara, i de Mannamperuma Mohotti. L'oposició la van encapçalar els generals Panikki i Kuruppu, que amb una part de l'exèrcit es van dirigir a Kotte i es van posar al servei del rei Dharmapala i dels portuguesos.
Mannamperuma Mohotti va augmentar la seva reputació al derrotar el mudaliyar Diego de Silva, que havia avançat amb un exèrcit des de Colombo; el mudaliyar portuguès va morir, però la victòria de Mannamperuma gairebé va resultar ser la seva perdició, ja que el va encoratjar a sol·licitar la mà de la germana de Nikapitiya Bandara en matrimoni, un desenvolupament que els nobles singalesos van veure amb desgrat, especialment Mahabiso Bandara que el va fer fora de la cort.
Mannamperuma Mohotti es va alarmar creient que la seva vida estava en perill i es va traslladar amb l'exèrcit a Menikkadawara, d'on es va posar en contacte en secret amb Pedro Homem Pereira, el capità a Colombo (1591-1594), comprometent-se a reconquistar el regne de Kotte per a Dharamapala conservant el de Sitawaka per a ell mateix, en un termini de 12 mesos. Els portuguesos van acceptar ajudar-lo. Llavors va agafar el nom de Jayawira Bandara i va reivindicar el tron de Sitawaka, i els portuguesos es van comprometre a reconèixer-lo i el van anomenar "el Perumal".
Però de Sitawaka va sortir un exèrcit manat pel mudaliyar Illangakon, lleial al nen Nikapitiya Bandara, i llavors els oficials del Perumal, que de fet no volien portar a aquest al tron de Sitawaka, van desertar; el propi Perumal va poder fugir amb 200 homes i 26 elefants cap a Colombo, on es va postrar davant Dharmapala al que va garantir la seva determinació de complir el que havia acordat (tornar-li el regne de Kotte que en la seva major part estava ocupat per Sitawaka). El general Panikki llavord va tornar a canviar de bàndol i va retornar a Sitawaka sent nomenat comandant en cap de l'exèrcit d'aquest regne.
Amb els seus seguidors, les forces lleials al rei de Kotte (Dharmapala) i l'ajut portuguès, al cap de sis mesos el Perumal es va apoderar de la posició de Kaduwela; les guarnicions singaleses de Rakgaha Watta i Malwana foren expulsades i el principal exèrcit de Sitawaka es va disposar a lliurar batalla a Gurubewila (Gurubawula); però el general Panikki va canviar altre cop de bàndol i es va passar al rei de Kotte amb una part de l'exèrcit abandonant a les altres forces les quals foren en part massacrades i la resta es va rendir.
El victoriós Perumal Jayawira Bandara va ocupar Sitawaka amb molt poca resistència apoderant-se del gran tresor de Raja Sinha. Nikapitiya Bandara, que havia escapat a les muntanyes, fou perseguit i capturat junt amb Mahabiso Bandara. Després Jayawira va caure sobre la província (disawani) de Matara i aviat va tenir quasi tot el regne de Kotte a les seves mans però com una mena de virrei (el regne el va reconèixer a Dharmapala). Així dominava Kotte i Sitawaka i els portuguesos li tenien confiança (fins al punt que només tenien 12 homes a la guarnició).
La rapidesa amb què Jayawira havia complert la seva promesa, va afavorir els portuguesos. Dharmapala, ara altre cop rei de Kotte i legal gran rei de l'illa, era ja vell i no tenia fills; d'acord amb la donació feta, a la seva mort el regne passava al rei castellà de Portugal i llavors Kotte estaria sota el seu total control, i Sitawaka i Jaffna serien protectorats segurs i nominalment eren regnes supeditats al de Kotte, el rei del qual seria el de Portugal. Així que van decidir conquerir la resta de Ceilan: el regne de Uda Rata seria per Dona Catherina, la jove filla de Karalliyadda, que seria casada amb un portuguès, expulsant a Konappu que regnava allí amb el nom de Wimala Dharma Surya (o Vimaladharmasurya I), i això fou encarregat a Pedro de Sousa, que s'havia destacat darrerament en la campanya de Malaca. Però el portuguesos no consideraven la manca de suport local, les pèrdues que havien patit els portuguesos al participar amb l'Armada Invencible (1588) i el tancament del port de Lisboa als holandesos rebels contra Felip II que havia afectat el comerç i obligava als holandesos a substituir als portuguesos en el comerç oriental. Ni van tenir en compte el desprestigi que els portuguesos s'havien guanyat com a espoliadors, fins i tot els capitans, més preocupats d'enriquir-se que de governar amb equitat i justícia.
A finals d'abril de 1594 uns 600 soldats portuguesos ben entrenats, a les ordres de Pedro Lopes de Sousa, nomenat governador i general conqueridor van iniciar la conquesta. Amb forces de Jayawira Bandara i 9000 lascarins van marxar de Colombo cap a Menikkadawara. Alli se li va reunir Dona Catherina procedent de Manar; el pas de Balane estava abandonat i van poder avançar sense oposició fins al Mahaweli Ganga; Vimala Dharma Suriya I es va fer fonedís en les selves de la part oriental de l'illa on habitaven el poble anomenat vedes o veddehs, considerats aborígens pre-aris, favorables al rei de Uda Rata i on aquest havia amagat la seva família i tresor. El seu palau a Senkadagala fou ocupat pels portuguesos amb una guàrdia per la princesa l'accés a la qual fou prohibit excepte per alguns religiosos portuguesos i una dama europea; la població va sospitar que els portuguesos volien conquerir el país en benefici propi i no de la seva princesa nativa i la gent va fugir per engreixar els rangs de Vimala Dharma Suriya I. La princesa havia de ser casada amb Francisco de Silva, famós com el portuguès més alt i ben plantat de l'Índia, però finalment això no era cert i aquest va tornar a Manar.
De mica en mica els portuguesos es van veure fustigats i amenaçats; no els arribaven provisions i es va començar a dubtar de la lleialtat de Jayawira Bandara i un missatge conspiratiu suposadament d'aquest fou interceptat i el comandant portuguès el va matar (es creu que en realitat era innocent) i després van massacrar a tots els seus homes; els lascarins, lleials a Jayawira, van desertar. Lopes va decidir retirar-se a Balane però foren atacats pels lascarins ansiosos de venjança, auxiliats per les forces de Wimala Dharma, i destruïts; només una part de la força portuguesa (220 homes) resistia (tots amb alguna ferida; el mateix Lopes tenia almenys 8 ferides) i al sortir el Sol es van rendir (6 d'octubre de 1594). Dona Catherina va quedar presonera de Wimala Dharma i va esdevenir la seva principal esposa al palau de Senkadagala. Lopes de Sousa va ser curat de les seves ferides però va morir d'alguna que devia ser greu. Els capturats violadors i criminals, cinquanta, foren enviats a Colombo després de ser cegats, deixant un ull a un de cada cinc. La resta van haver de treballar en restaurar el palau de la capital de Wimala Dharma. Quan la derrota fou coneguda a Sitawaka, els portuguesos que es veien amenaçats a la zona, se'n van retirar cap a Colombo, deixant al front del govern a Samarakon Rala, un noble singalès que s'havia fet cristià, que va residir a Galle.